# Ton Verbree
Anthony (Ton) Verbree (Halfweg, 27 augustus 1946) is een Nederlands politicus van de ARP en later het CDA.
Kort nadat hij in gemeente Haarlemmerliede en Spaarnwoude was geboren verhuisde het gezin naar Amsterdam en enkele jaren later volgde een verhuizing naar 's-Gravendeel waar zijn vader groepscommandant van de politie was. Daar in de Hoeksche Waard heeft hij zijn jeugd doorgebracht. Na de mulo begon hij in 1964 aan zijn carrière bij de gemeentesecretarie van 's-Gravendeel. Anderhalf jaar later maakte hij de overstap naar de gemeente Nootdorp en binnen een jaar was hij daar alweer weg om te gaan werken bij de gemeente Strijen. Verder was hij ook politiek actief; Verbree was in die periode provinciaal secretaris bij de ARP. In 1970 werd hij chef van de afdeling algemene zaken/sociale zaken bij de gemeente Woubrugge en in 1973 volgde zijn aanstelling als gemeentesecretaris van de Zeeuwse gemeente Sint Philipsland.
In navolging van zijn broer Jan Verbree die in 1975 burgemeester van de Groningse gemeente Grootegast was geworden, werd hij in januari 1978 op 31-jarige leeftijd burgemeester en gemeentesecretaris van Benthuizen. Die vacature was ontstaan nadat burgemeester Iz Keijzer daar begin 1977 was vertrokken nadat hij twee wethouders, naar later bleek ten onrechte, had laten arresteren voor verduistering. In april 1987 keerde hij weer terug naar de provincie Zeeland als burgemeester van Reimerswaal wat hij tot 2005 zou blijven. Vanaf eind 1993 was hij daarnaast waarnemend burgemeester van Sint Philipsland tot deze gemeente op 1 januari 1995 opging in de gemeente Tholen.
In 2006 was Verbree lid van de 'Commissie Maljers' die alternatieven heeft onderzocht voor de ontpoldering van de Westerschelde. Na de Provinciale Statenverkiezingen van 2007 waarbij het CDA in Zeeland de grootste partij werd, werd hij aangesteld als informateur voor een nieuw dagelijks provinciebestuur. Na de gemeenteraadsverkiezingen in 2014 was hij informateur bij de gemeente Tholen.